# ブライアン・クラフ
ブライアン・ハワード・クラフ（Brian Howard Clough, OBE、1935年3月21日 - 2004年9月20日）は、イングランド出身のサッカー選手、サッカー指導者。ノッティンガム・フォレストを率いてのUEFAチャンピオンズカップ（現UEFAチャンピオンズリーグ）2連覇するなどの実績を残した。息子は元選手で指導者のナイジェル・クラフである。

## 幼少期

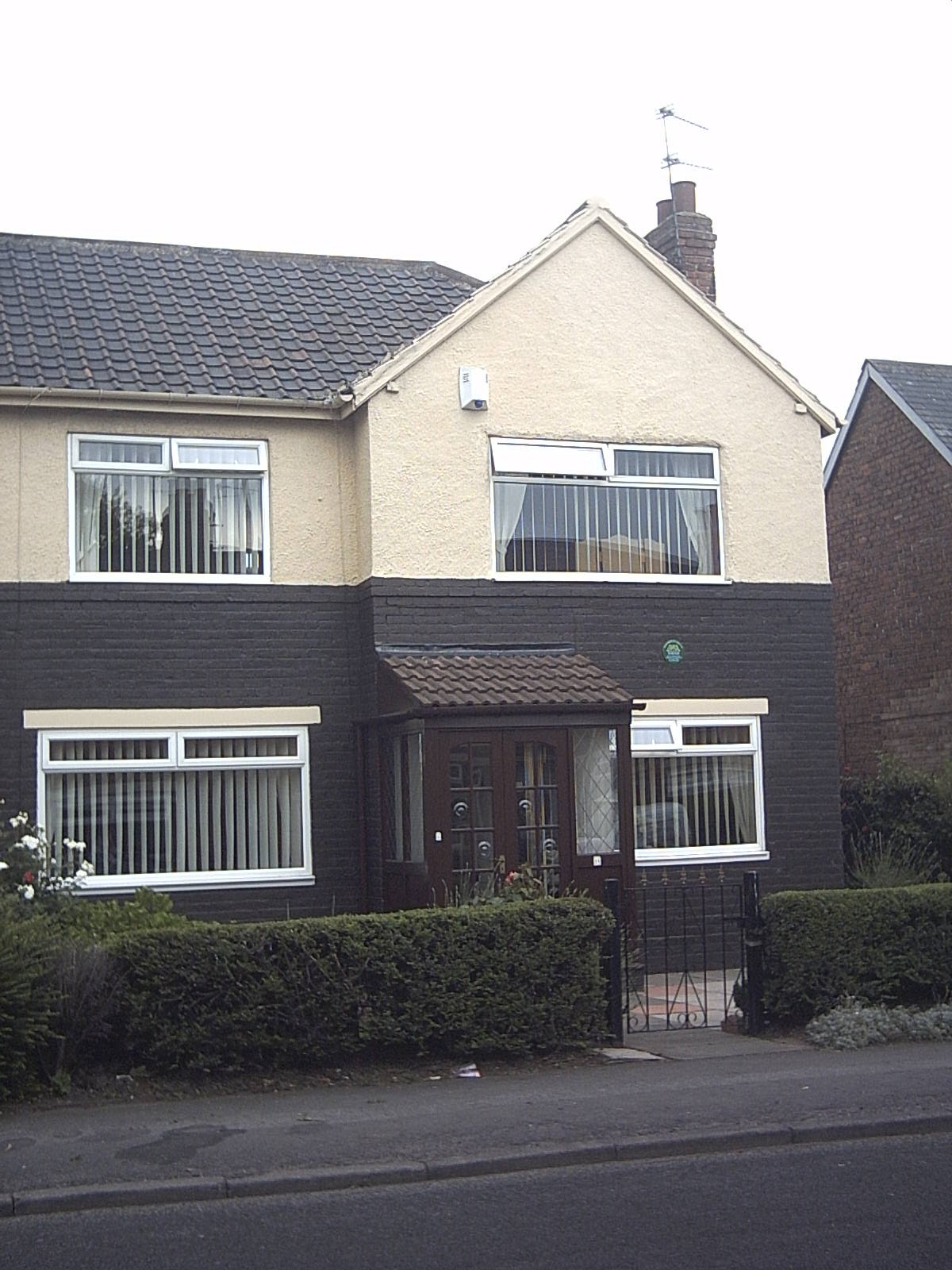
グローブ・ヒル、バレーロード11番地

クラフは地方の菓子製造販売店に勤める親の元に9人兄弟の6番目の子どもとしてミドルズブラのグローブ・ヒル、バレーロード11番地にある両世界大戦間に建てられた公営住宅で生まれた。
長女のエリザベスは敗血症のため1927年に4歳で亡くなっている。クラフは幼少期のことを「しつけの面などを含め、両親のすべてを尊敬している。とても幸せだった。」と語っている。また、ミドルズブラの街自体は子どもが成長するには世界で最も良くない場所だったと振り返っているが、「私にとっては良かった。私の人生で考え得る私がしたこと、成し遂げたことの全て（飲酒を除いて）は幼少期の経験が生きている。私の目には8人の子どものために朝早くから夜遅くまで誰よりも一生懸命に働く母の姿が映っている。」と、語っている。
明るい子供だったが1946年に中等教育選定試験に落ち、マートン・グローブにあるセカンダリー・モダン・スクールに通った。彼は自叙伝の中でスポーツに熱中するあまり勉強を疎かにしたと話しているが、その学校では首席の生徒になった。クラフはICIで働くために1950年に何の資格も取得することなく学校を卒業し、1953年から1955年までイギリス空軍で兵役に従事した。

## 選手経歴

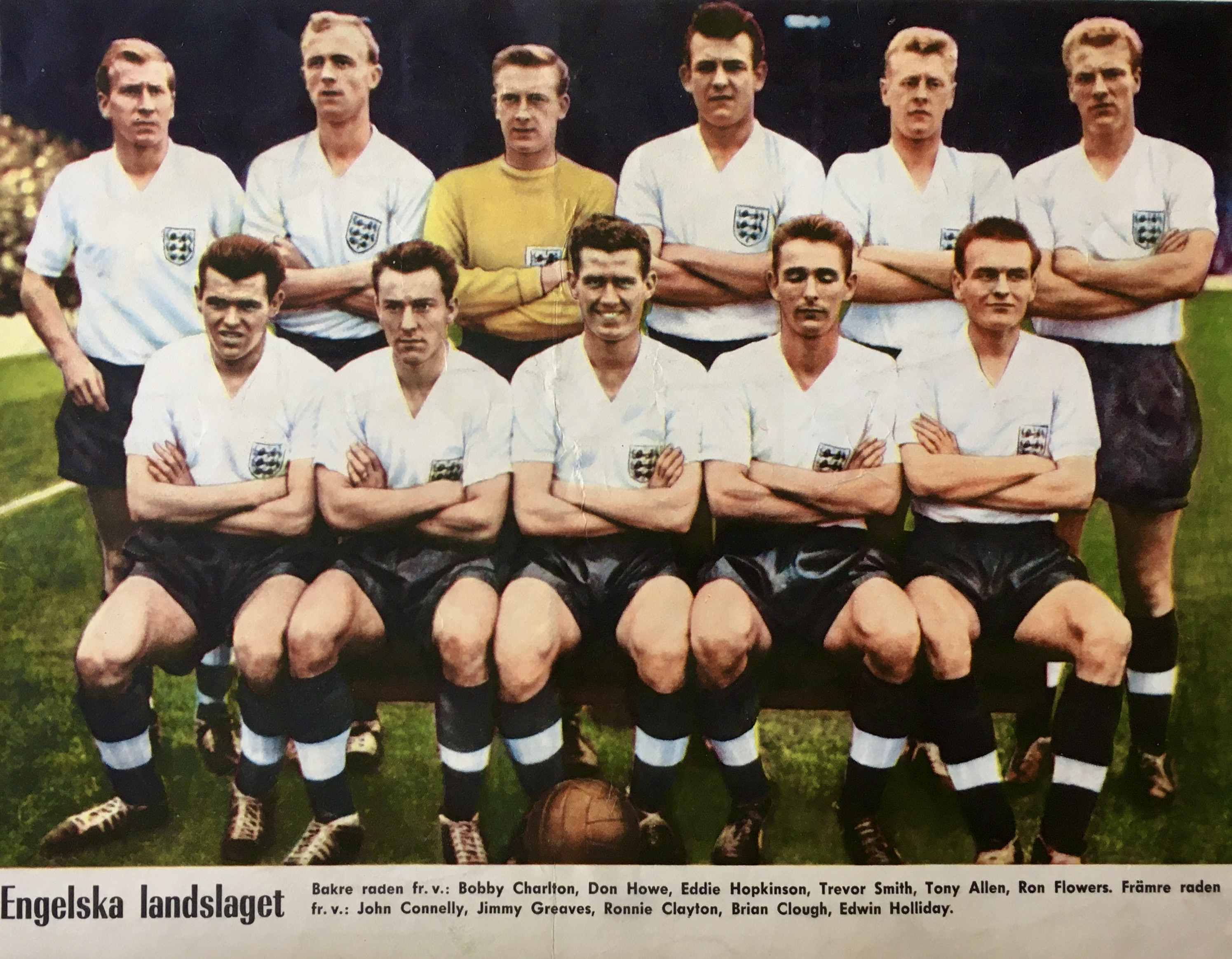
1959年10月28日のイングランド代表戦のメンバー（前列右から二人目がクラフ）

地元のクラブであるミドルズブラでプロとしてのキャリアを始めた。213試合に出場し、197得点という成績を残し、その後サンダーランドと契約を結んだ。しかし、1962年12月26日のバリー戦で相手GKと接触し膝を負傷した。靱帯の損傷であることが判明し、結果としてサッカー選手としてのキャリアの終焉を迎えることになった。サンダーランドでは怪我を負うまで61試合に出場し、54得点の成績を残している。
イングランド代表としては1959年10月17日のウェールズ代表戦、10月28日のスウェーデン代表戦の2試合に出場しているが無得点に終わっている。

## 監督経歴

### ダービー・カウンティ

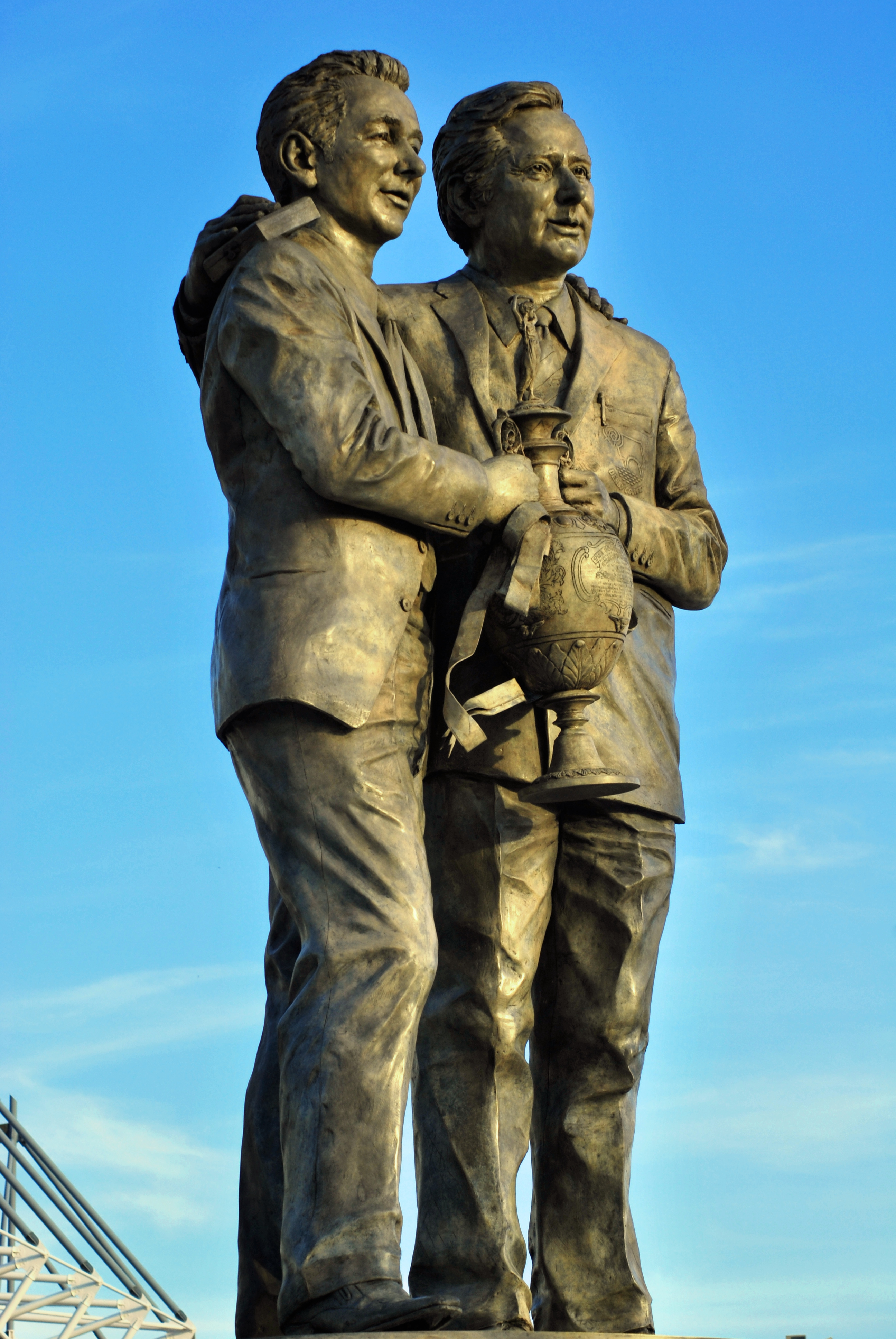
プライド・パークに立つクラフとピーター・テイラーの銅像

監督としてのキャリアはハートリプール・ユナイテッドでアシスタントコーチにピーター・テイラーを迎え、1965年10月に始まった。その当時30歳で監督となったクラフはリーグで最も若い監督であった。初めてフルシーズン指揮を執った1966-67シーズンは8位でシーズンを終了し、1967年5月にはテイラーを連れてダービー・カウンティの監督に就任した。
クラフが監督に就任する前までダービーは主に残留争いを演じるチームであった。1967-68シーズンは18位でシーズンを終えフットボールリーグの2部へ降格してしまうが、翌シーズンには2部で優勝し、1年でチームを1部昇格へ導いた。クラフは一般的には厳しいがフェアな監督であると見なされていた。選手には汚いプレイをしないことを求め、また、試合を自分たちに有利な形に持ち込むことのできるその能力で多くの者たちから尊敬を集めていた。1969-70シーズンにはチームをトップリーグで4位に押し上げた。
1971-72シーズンはリヴァプールとリーズ・ユナイテッド、マンチェスター・シティの4チームで優勝争いを展開したが、チームはシーズン最終節でリヴァプールに1-0で勝利し、勝点1差で首位に立った。リーズとシティもそれぞれが最終節で勝利を逃したため、ダービーがそのまま首位でシーズンを終え、クラブ史上初となるトップリーグのリーグタイトルを獲得した。
翌シーズンにクラブはチャンピオンズカップで準決勝に進出したが、ユヴェントスにトータル1-3で敗れた。しかし、この試合の前にイタリア側が試合前の主審に何らかの贈り物をしていたことが後に発覚し、クラフはユヴェントスを「イカサマ野郎」であると痛烈に非難した。このようなクラフの歯に衣着せぬ発言はしばしばFAやクラブの役員に対しても行われており、遂にダービーの会長とも対立してしまった。ファンの反感も買い、レスター・シティ戦から5日後の1973年10月15日にアシスタントのテイラーとともにダービーの監督を辞任した。

### ブライトン・アンド・ホーヴ・アルビオン
クラフは自身に忠誠を誓うテイラーとスタッフを連れて3部に所属するブライトン & ホーヴ・アルビオンの監督に就任したが、指揮を執った32試合で12勝しか挙げられず、19位でシーズンを終了した。

### リーズ・ユナイテッド
イングランド代表監督に就任したドン・レヴィーの後任としてリーズ・ユナイテッドの監督に就任した。ここではこれまで連れ添ってきたテイラーは加わらなかった。
クラフはノーマン・ハンター、ビリー・ブレムナーといった多くの主力選手らと対立し、成績も6試合で1勝と振るわず、44日という短期間で解雇という憂き目に遭い、クラフはリーズで最も成功しなかった監督として記憶されることになった。開幕から6試合で勝点4、19位の成績はリーズにとってはここ15シーズンで最低のスタートであった。

### ノッティンガム・フォレスト

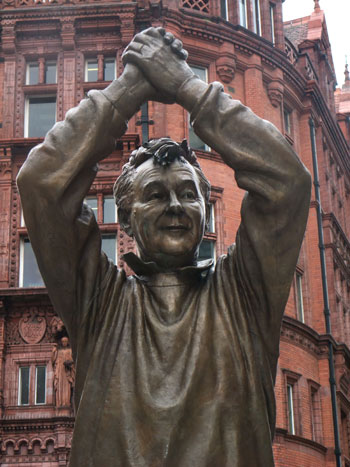
ノッティンガムに建つ銅像（ファンの寄付により建立された）

1975年1月6日、当時2部に所属していたノッティンガム・フォレストの監督に就任した。最初に指揮を執ったのは1-0で勝利したFAカップのトッテナム・ホットスパーとの再試合であった。1976年7月にアシスタントコーチとしてテイラーが加入した。
クラブを1部昇格へと導き、トップリーグ昇格直後の1976-77シーズンを3位で終了し、翌シーズンにはオールド・トラッフォードでリヴァプールを1-0で下し、リーグカップのタイトルを獲得した。また、リーグ戦においても2位のリヴァプールに勝点7差を付けて優勝を飾った。

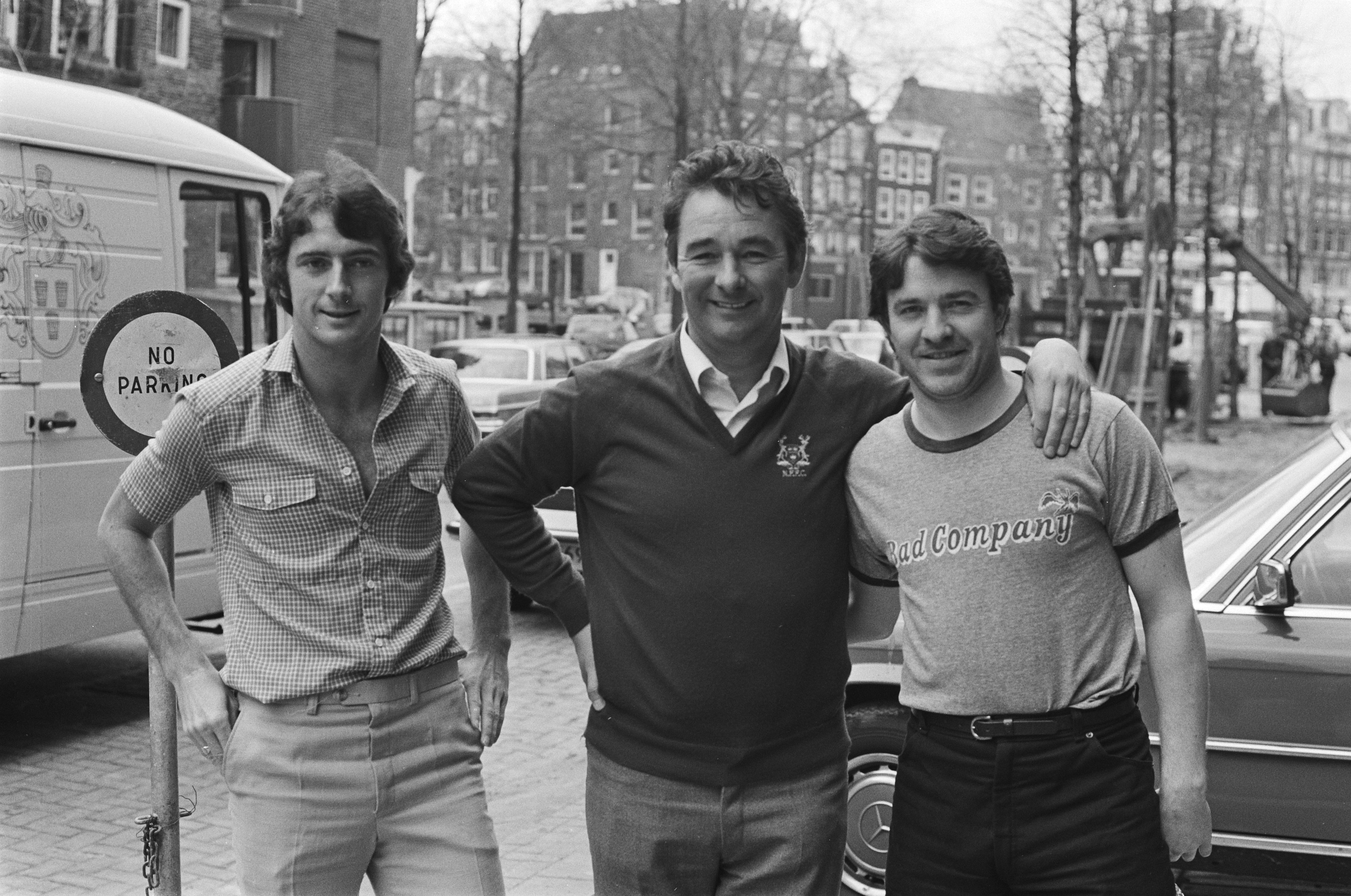
トレヴァー・フランシス（左）とジョン・ロバートソン（右）と一緒に（1980年）

クラフはハーバート・チャップマン以来となる異なる2つのクラブでトップリーグのタイトルを獲得した監督となった。1979年2月9日にバーミンガム・シティに所属していたトレヴァー・フランシスを獲得し、1978-79シーズンは初めにリーグカップのタイトルを獲得した。リーグ戦ではリヴァプールに次いで2位でシーズンを終えたが、UEFAチャンピオンズカップでは決勝に進出し、1-0でマルメFFを下し優勝した。翌シーズンも決勝に進出し、ケビン・キーガン擁するハンブルガーSVに1-0で勝利したノッティンガムはチャンピオンズカップ2連覇を達成した。リーグカップでは3年連続で決勝進出を果たしたが、ウルヴァーハンプトン・ワンダラーズに0-1で敗れた。
また、クラフがノッティンガムで成し遂げた偉大な記録に1977年12月26日から1978年12月9日にかけてのリーグ戦における42戦無敗記録がある。この記録は2004年にアーセナルに破られるまで最長記録であった（アーセナルはマンチェスター・ユナイテッドに敗れるまで49戦無敗であった）。
その後1988-89までノッティンガムは主要なタイトルを獲得することはなかったが、ルートン・タウンを下し、3度目となるリーグカップのタイトルを獲得した。このシーズンはトレブルを達成できる可能性があったものの、最終的にリーグ戦では3位、FAカップは準決勝で敗退した。
1989-90シーズンには4度目のリーグカップのタイトルを獲得し、1990-91シーズンはFAカップで決勝に進出するも1-2でトッテナムに敗れた。1991-92シーズンはリーグカップで決勝に進出したが、マンチェスター・ユナイテッドに敗れた。
1992-93シーズンはクラフのノッティンガムにおける18年目のシーズンであり、結果として最後の年となった。ノッティンガムは新しく構成されたプレミアリーグ22チームの内の1チームであったが、主力であったテディ・シェリンガム、デズ・ウォーカーを売却し、加えてクラフ自身の重度のアルコール依存症やクラブの財政難も重なり、クラブは下位を低迷し降格した。その後クラフは監督業からの引退を発表した。

## 引退後
ノッティンガムはクラフの下でプレイしていたフランク・クラークの下で1シーズンでプレミアリーグ昇格を果たすも1996-97シーズンに再び降格し、1998-99シーズンには3度目の降格を経験した。
クラフの引退の主な理由はアルコール依存症の治療に専念することであり、アルコール依存症からは立ち直ったものの、30年間の過度な飲酒は肝臓に多大な損傷を与えており、がんにも冒されていたため、2003年1月に肝臓移植の手術を受けた。
イギリスのサッカー雑誌「フォー・フォー・ツー」にコラムを連載していた。日本でも提携誌である「プレミアシップマガジン」（休刊中）でそのコラムを読むことができた。2002-03シーズンのチャンピオンズリーグ決勝のユヴェントス対ACミラン戦を「途中で眠ってしまいそうになるほど退屈な試合」であったと評するなど、相変わらずの物言いで紙面においても変わらない印象を与えた。

## その後

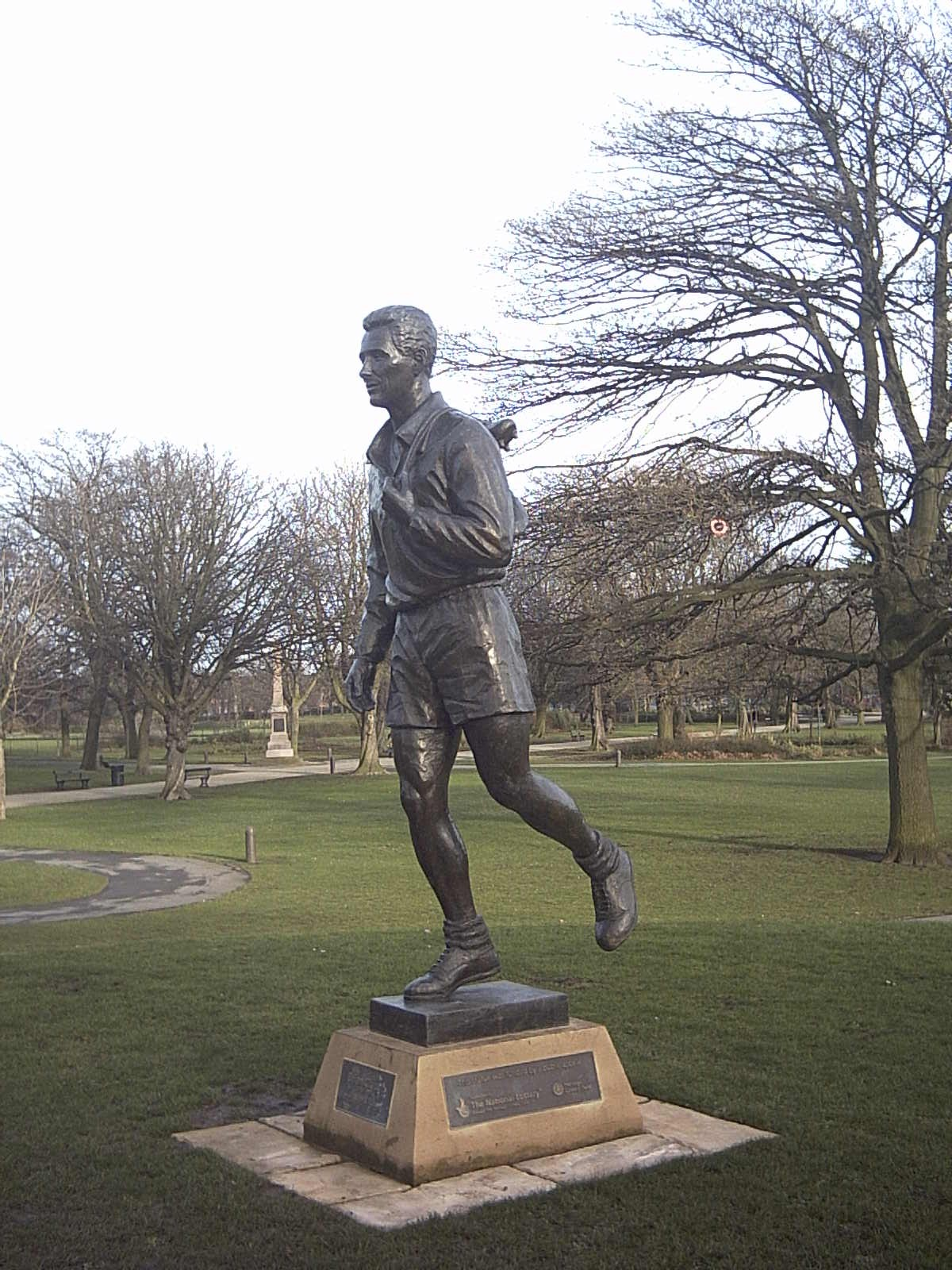
ミドルズブラに立つブライアン・クラフの銅像

クラフは2004年9月20日に胃がんにより69歳で逝去した。彼の死を悼み、多くのものが悲嘆に暮れた。その多くは普段は激しいライバル関係にあるダービーとノッティンガムのファンであったが、ともに悲しみを分かち合った。2004年10月21日に行われた葬儀には14,000人以上の人々が集まった。そのため当初はダービーの大聖堂で行われる予定であったがダービーの本拠地であるプライド・パークに場所が変更された。
2004年から始まった募金活動の成果が実り、2007年5月16日に建立された銅像が披露された。

## 監督成績
| クラブ                          | 国               | 就任          | 退任           | 記録 | 記録 | 記録 | 記録 | 記録   |
| クラブ                          | 国               | 就任          | 退任           | 試合 | 勝ち | 負け | 分け | 勝率 % |
| ------------------------------- | ---------------- | ------------- | -------------- | ---- | ---- | ---- | ---- | ------ |
| ハートリプール・ユナイテッド    | イングランドの旗 | 1965年10月1日 | 1967年5月1日   | 84   | 35   | 13   | 36   | 41.67  |
| ダービー・カウンティ            | イングランドの旗 | 1967年6月1日  | 1973年10月15日 | 289  | 135  | 70   | 84   | 46.71  |
| ブライトン & ホーヴ・アルビオン | イングランドの旗 | 1973年11月1日 | 1974年7月20日  | 32   | 12   | 8    | 12   | 37.5   |
| リーズ・ユナイテッド            | イングランドの旗 | 1974年7月20日 | 1974年9月13日  | 7    | 1    | 3    | 3    | 14.29  |
| ノッティンガム・フォレスト      | イングランドの旗 | 1975年1月6日  | 1993年5月8日   | 907  | 411  | 246  | 250  | 45.31  |

## 獲得タイトル
ダービー・カウンティ
- ディヴィジョン2：1968-69
- リーグ・チャンピオンシップ：1971-72

リーズ・ユナイテッド
- チャリティーシールド準優勝：1974年

ノッティンガム・フォレスト
- リーグ優勝：1977-78
- リーグ2位：1978-79
- FAカップ準優勝：1991年
- リーグカップ：1978、1979、1989、1990年
- リーグカップ準優勝：1980、1992年
- チャリティーシールド：1978年
- UEFAチャンピオンズカップ：1979、1980年
- UEFAスーパーカップ：1979年
- UEFAスーパーカップ準優勝：1980年
- インターコンチネンタルカップ準優勝：1980年